# Axiocteta
Axiocteta là một chi bướm đêm thuộc họ Erebidae.

## Các loài
- Axiocteta oenoplex Turner, 1902
- Axiocteta turneri Bethune-Baker, 1906